# پست‌فمینیسم
پست‌فمینیسم (انگلیسی: Postfeminism) اصطلاحی است که برای توصیف واکنش‌هایی که در برابر تضادها و فقدان‌های فمینیسم، به‌ویژه موج دوم فمینیسم و موج سوم فمینیسم، بکار می‌رود.
ایدئولوژی پست‌فمینیسم با مغایرت‌هایش با فمینیسم غالب یا پیشین شناخته می‌شود. پست‌فمینیسم برای پیش رفتن بسوی مرحله بعدی پیشرفت مرتبط با جنسیت تلاش می‌کند و در فرض اغلب متمایل به جامعه‌ای پنداشته می‌شود که دیگر با باینری جنسیت و نقش‌های جنسیتی شناخته نمی‌شود. یک پست‌فمینیست شخصی است که هریک از ایدئولوژی‌های گوناگونی که از فمینیسم دهه هفتاد میلادی نشأت گرفته‌اند را باور دارد، ترویج می‌دهد یا ابراز می‌کند؛ چه حامی فمینیسم کلاسیک باشد و چه مخالف آن.
تبلیغات و مد پست‌فمینیستی به‌دلیل استفاده از زنانگی به‌عنوان کالایی که در پسِ نقاب رهایی پنهان شده، مورد انتقاد قرار گرفته‌اند.